# Ullinger River
Der Ullinger River ist ein Fluss im Nordosten des australischen Bundesstaates Western Australia. Er liegt in der Region Kimberley.

## Geografie
Der Fluss entspringt zwischen den Durack Ranges und den Blue Face Ranges und fließt zwischen den beiden Gebirgen nach Norden durch vollkommen unbesiedeltes Gebiet. Nach 37 Kilometern mündet der Ullinger River in den Salmond River.